# Rhytiphora rubeta
Rhytiphora rubeta je vrsta kornjaša iz porodice Cerambycidae. Opisao ju je Francis Polkinghorne Pascoe 1863. godine. Živi u Australiji.